# Проклянское озеро
Проклянское озеро (хорв. Prokljansko jezero) — озеро в Хорватии, в жупании Шибеник-Книн. Находится в нижнем течении реки Крка, в 10 км к северу от Шибеника и в 2 км к западу от Скрадина. Километром выше озера Крку пересекает мост магистрали A1, а ещё выше на реке Крка расположен Скрадин и каскад водопадов национального парка Крка. Десятью километрами ниже озера Крка впадает в Адриатическое море возле Шибеника.
Площадь озера — 11,11 км², Проклянское озеро — четвёртый по площади водоём Хорватии и второе по величине естественное озеро страны после Вранского озера. Наибольшая глубина — 25 метров, высота уреза воды над уровнем моря — 0,5 м метров. Озеро имеет овальную форму, слегка вытянуто с севера на юг, берега крайне изрезаны. Глубины распределены в озере неравномерно, в южной части глубина озера колеблется от 20 до 25 метров, тогда как в северной части средняя глубина не превышает 4 м.
В северной части озера находится единственный на озере островок Стипанец, на котором находятся средневековые руины. На берегах озера две деревни — Раслина и Пруклян.